# Ludogorie
Ludogorie (bulharsky Лудогорие), starším názvem Deliorman, je geografický a historický region na severovýchodě Bulharska o rozloze 2638 km². Je tvořen vápencovou náhorní plošinou o nadmořské výšce od 250 do 350 m (nejnižší bod má 39 m a nejvyšší 485 m), která hraničí na severu s Dolnodunajskou nížinou a na jihu ji údolí řeky Kamčija odděluje od pohoří Stara planina. Klima je suché, mírně kontinentální. Největším městem je Razgrad, dalšími významnými centry jsou Isperich, Dulovo a Kubrat. Žijí zde Bulhaři, Turci a Romové.
O starověkém osídlení svědčí Thrácká hrobka ve Sveštari, zapsaná na seznam Světového dědictví UNESCO. Pod římskou nadvládou byla oblast součástí Moesie. Ve středověku se zde nacházelo hlavní město první bulharské říše Pliska, jehož pozůstatky prozkoumal český archeolog Karel Škorpil. Později zde žili Kumáni, v době osmanské nadvlády se v regionu usazovali příslušníci šíitské sekty Kizilbašů. Od třicátých let 20. století žila v obci Belinci česká komunita, která se po druhé světové válce vrátila do vlasti (především do oblasti u rakouských hranic, odkud bylo vysídleno německé obyvatelstvo). Turci oblasti říkali Deliorman (bláznivý les), v roce 1942 byl zaveden bulharský název Polesie, který se však neujal a byl nahrazen termínem Ludogorie, který je kalkem původního tureckého názvu. Původní dubové lesy však byly většinou vykáceny a přeměněny na zemědělskou půdu s úrodnou černozemí. Těží se zde kaolin a slída.
Podle kraje je pojmenován fotbalový klub PFK Ludogorec Razgrad a hora v Antarktidě Ludogorie Peak. Vzniklo zde plemeno deliormanský kůň, z Ludogorie pocházel také proslulý zápasník Yusuf İsmail.